# Alterados por pi
Alterados por pi es un programa educativo de televisión argentino que se emite por el canal Encuentro.
El tema central es la matemática vista desde su lado más lúdico, con planteamiento de problemas y su resolución, participación de asistentes invitados (alumnos y público en general), entrevistas a matemáticos o personas relacionadas con la materia, secciones de humor y anécdotas.
El ciclo es conducido por el periodista y doctor en ciencias matemáticas Adrián Paenza, quien ideó este programa con el convencimiento de que «la matemática no es lo que nos contaron que era. Puede ser entretenida, divertida, seductora».
En 2009 recibió el Premio Fund TV al mejor programa en el rubro «Ciencia, Naturaleza y Ambiente».

## Temporadas
| Temporada | Año  | Capítulos | Duración (mins.) |
| Primer    | 2008 | 13        | 26               |
| Segunda   | 2009 | 13        | 26               |
| Tercera   | 2010 | 13        | 26               |
| Cuarta    | 2011 | 13        | 26               |
| Quinta    | 2012 | 13        | 26               |
| Sexta     | 2013 | 13        | 26               |
| Séptima   | 2014 | 13        | 26               |
| Octava    | 2015 | 13        | 26               |
| Novena    | 2015 | 13        | 26               |